# Боловенешть (Алба)
Боловенешть, Боловенешті (рум. Bolovănești) — село у повіті Алба в Румунії. Входить до складу комуни Черу-Бекеїнць.
Село розташоване на відстані 282 км на північний захід від Бухареста, 26 км на захід від Алба-Юлії, 90 км на південь від Клуж-Напоки.

## Населення
За даними перепису населення 2002 року у селі проживали 25 осіб, усі — румуни. Усі жителі села рідною мовою назвали румунську.